# Akademie Václava Hudečka
Akademie Václava Hudečka, která se poprvé konala v roce 1997 (dříve také pod názvy Letní houslové kurzy nebo Houslové kurzy Václava Hudečka), jsou houslové kurzy pro virtuózy (každoročně pořádány uprostřed léta v Luhačovicích).

## O kurzech
Pořadatelem je Sdružení Václava Hudečka, ředitelkou sdružení a tedy i hlavní organizátorkou je Miroslava Krumpolcová. Mladí talentovaní houslisté zde mají možnost být alespoň deset dní studenty uznávaného houslového virtuóza Václava Hudečka, který především koncertuje, ale nevyučuje na žádné konzervatoři ani vysoké hudební škole. Zde vyučuje v prostorách ZUŠ Luhačovice. Nejlepší účastník – vítěz kurzů získává mistrovský nástroj, finanční odměnu a spoluúčinkování na turné s V. Hudečkem.

## Koncerty
V rámci Akademie Václava Hudečka se koná řada koncertů studentů i absolventů předchozích ročníků kurzů. Koncerty se odehrávají v Hale Vincentka, Lázeňském divadle i v kulturním domě Elektra. Od roku 2008 je součástí akademie i mezinárodní hudební festival Svátky hudby, na kterém vystupují i jiní interpreti – nejen houslisté. Na galavečerech akademie vystoupila např. japonská sopranistka Mičijo Keiko, varhaník Pavel Svoboda, zpěvačka Michaela Kapustová, soubor Barocco sempre giovane i klavírista Lukáš Klánský či Jaroslava Pěchočová.

## Ocenění houslisté
| Rok  | Vítěz                           |
| ---- | ------------------------------- |
| 1997 | Radim Kresta                    |
| 1998 | Romana Zieglerová               |
| 1999 | Ivana Kovalčíková               |
| 2000 | Hana Hložková                   |
| 2001 | Jana Vonášková-Nováková         |
| 2002 | Jiří Vodička                    |
| 2003 | Petr Matěják                    |
| 2004 | Lenka Matějáková                |
| 2005 | Josef Špaček                    |
| 2006 | Jan Mráček, Markéta Janoušková  |
| 2007 | Barbora Valečková               |
| 2008 | Marie Mátlová, Jakub Junek      |
| 2009 | Marie Mátlová, Jakub Junek      |
| 2010 | Marek Pavelec                   |
| 2011 | Markéta Dominikusová            |
| 2012 | Markéta Říhová                  |
| 2013 | Anton Čonka                     |
| 2014 | Ludmila Pavlová                 |
| 2015 | Eliška Kukalová                 |
| 2016 | Pavla Tesařová                  |
| 2017 | Klára Lešková                   |
| 2018 | Marie Hasoňová                  |
| 2019 | Matteo Hager, Kateřina Krejčová |
| 2020 | David Hernych                   |
| 2021 | Marek Pavlica                   |
| 2022 | Klára Kánská                    |
| 2023 | Jan Novák                       |